# Abhorrent
Abhorrent is een thrashmetalband uit Brasilia, Brazilië.

## Geschiedenis
Hoewel de band is opgericht in januari 1988, duurde het tot 1996 voor het eerste volledige album, Rage, uitkwam. Voor die tijd had de band al wel een aantal demo's uitgebracht. In die acht jaar tijd was er van de oorspronkelijke bandleden nog maar eentje over: Robson Aldeoli. In 1999 deed de band mee aan het album A Tribute to Megadeth, maar pas in 2001 kwam er weer een volgend, eigen album uit: Caution! Strong Irritant.
In het Nederlands laat de Engelse naam Abhorrent zich vertalen als 'afschuwelijk', 'walgelijk', 'afstotend', 'weerzinwekkend', 'afstotelijk' of 'misselijkmakend'.

## Bandleden
- Robson Aldeoli - vocalist
- Fabrício Moraes - gitarist
- Leandro Soares - bassist
- Gabriel Teykal - drummer

## Vroegere leden
- Marcus Vireoli - gitarist
- Hudson André - gitarist
- Ricardo Thomaz - bassist
- Fabrício Cinelli - drummer
- Carlos Fibrian - drummer

## Albums
- 1996 - Rage
- 2001 - Caution! Strong Irritant
- 2007 - Catharsys